# حقول قتل الخمير الحمر

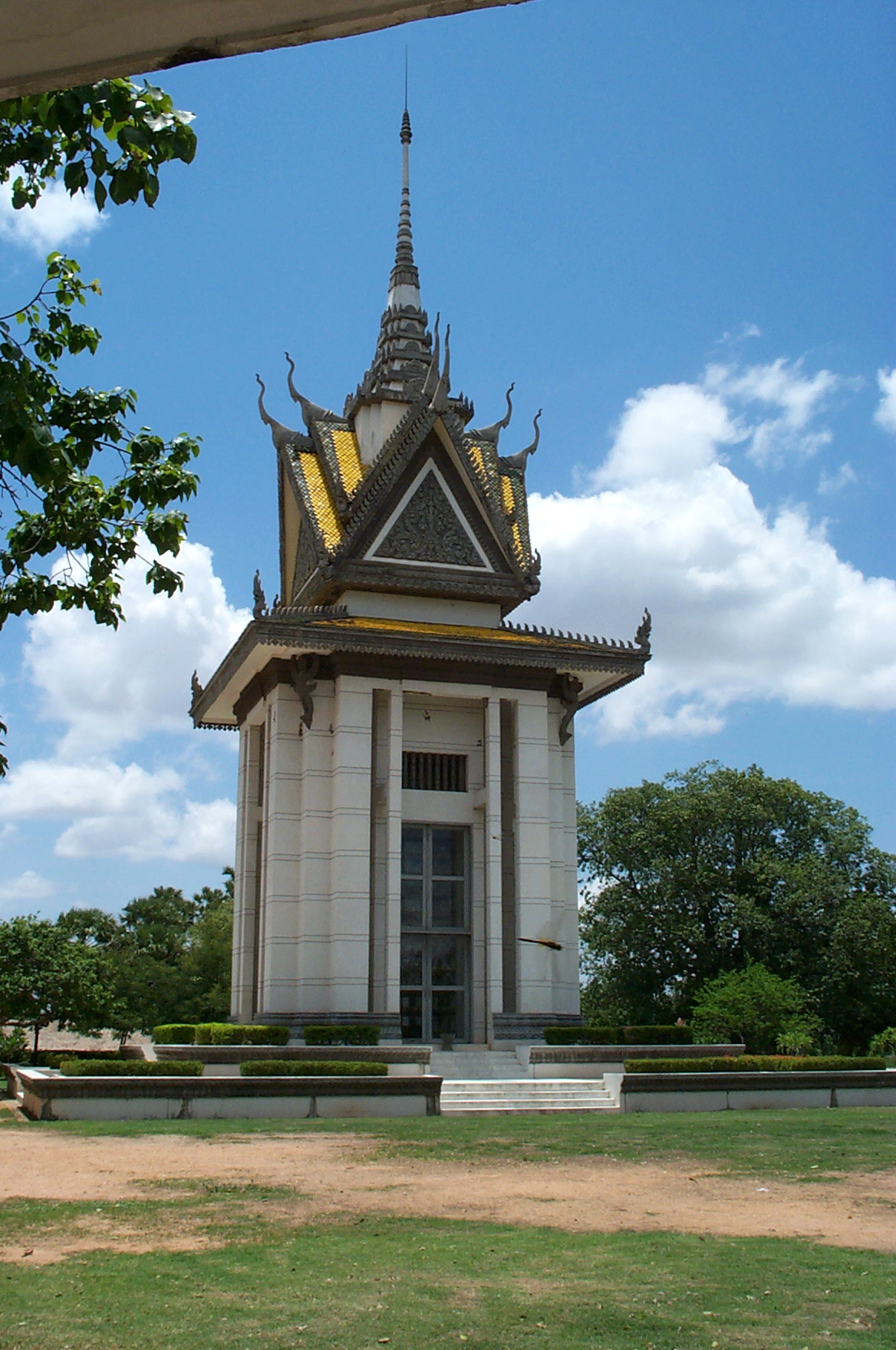

حقول القتل الكمبودية (بالخميرية: វាលពិឃាត) هي عدد من المواقع في كمبوديا حيث قُتل ودُفن أكثر من مليون شخص بشكلٍ جماعي على يد نظام الخمير الحمر خلال حكمهم للبلاد منذ عام 1975 حتى عام 1979 ومباشرةً بعد انتهاء الحرب الأهلية الكمبودية التي استمرّت منذ عام 1970 حتى عام 1975. يُنظر إلى عمليات القتل الجماعي على نطاق واسع كجزء من عملية إبادة جماعية واسعة ترعاها الدولة كالإبادة الجماعية الكمبودية.
يشير تحليل لوجود حوالي 20000 موقع تابع للمقابر الجماعية من قبل برنامج رسم الخرائط DC-Cam وجامعة ييل إلى ما لا يقل عن 1,386,734 من ضحايا الإعدام. تتراوح تقديرات إجمالي عدد الوفيات الناجمة عن سياسات الخمير الحمر بما في ذلك المرض والجوع من 1.7 إلى 2.5 مليون من سكان عام 1975 البالغ عددهم حوالي 8 ملايين نسمة. في عام 1979، غزت فيتنام كمبوتشيا الديمقراطية وأطاحت بنظام الخمير الحمر حيث يُنظر إليها على أنها إنهاء للإبادة الجماعية.
صاغ الصحفي الكمبودي ديث بران مصطلح «حقول القتل» بعد هروبه من النظام.
ألقى نظام الخمير الحمر القبض على جميع من يشتبه في أن لهم صلات مع الحكومة السابقة أو مع حكوماتٍ أجنبية بالإضافة إلى المحترفين والمثقفين. كان الفيتناميون والتايلانديون والصينيون العرقيون والمسيحيون الكمبوديون والرهبان البوذيون أهدافًا ديموغرافية للاضطهاد. ونتيجةً لذلك، وُصف بول بوت بأنه «طاغية إبادة جماعية». وصف مارتن شو الإبادة الجماعية الكمبودية بأنها أنقى إبادةٍ جماعية في حقبة الحرب الباردة.
يقدّر بن كيرنان أن حوالي 1.7 مليون شخص قد قُتلوا. يشير الباحث كريغ إتشسون من مركز التوثيق في كمبوديا إلى أن عدد القتلى يتراوح بين 2 و 2.5 مليون. بعد خمس سنواتٍ من البحث في حوالي 20000 موقع مقابر، يصل إتشسون إلى أن هذه المقابر الجماعية تحتوي على رفات 1,386,734 ضحية إعدام.
كشف تحقيق أجرته الأمم المتحدة إلى وجود من 2 إلى 3 ملايين قتيل، في حين قدّرت اليونيسف أن 3 ملايين قد قُتلوا. إن التحليل الديموغرافي من قبل باتريك هوفلاين يشير إلى أن ما بين 1.17 و 3.42 مليون كمبودي قد قتلوا. اعترف الخمير الحمر بأن مليونين قد قتلوا وذلك على الرغم من أنهم نسبوا تلك الوفيات إلى غزو فيتنامي لاحق.
في أواخر عام 1979، كان مسؤولو الأمم المتحدة والصليب الأحمر يحذرون من أن 2.25 مليون كمبودي آخر من الذين أُنقذوا من قبل المساعدات الدولية بعد الغزو الفيتنامي يواجهون الموت بسبب المجاعة بسبب تدمير مجتمع كمبوديا القريب في ظل نظام رئيس الوزراء المخلوع بول بوت.

## العملية
بدأت العملية القضائية لنظام الخمير الحمر للجرائم البسيطة أو السياسية بتحذير من «أنكار» وهي حكومة كمبوديا في ظل النظام. أُرسل الأشخاص الذين تلقّوا أكثر من تحذيرين ليعاد تعليمهم، وهذا ما يعني الموت الشبه المؤكد.
غالبًا ما يُشجَّع الناس على الاعتراف لأنكار عن أساليب حياتهم وجرائمهم السابقة للثورة والتي عادةً ما تتضمن نوعًا من نشاط السوق الحرة بعد اتصالهم بمصدر أجنبي مثل مبشر أمريكي أو إغاثة دولية أو وكالة حكومية، أو الاتصال مع أي أجنبي أو مع العالم الخارجي على الإطلاق.
دُفن المنفيين في مقابرٍ جماعية. من أجل إنقاذ الذخيرة، غالباً ما تُنفذ عمليات الإعدام باستخدام السم أو البستوني أو العصي المصنوعة من الخيزران. وفي بعض الحالات، قُتل الأطفال والرضع من الضحايا البالغين من خلال ضرب رؤوسهم على جذوع أشجار تشانكاري ومن ثم وضعهم في الحفر إلى جانب والديهم حيث كان المنطق لديهم هو من أجل منعهم من النمو والانتقام من وفاة والديهم.
كان بعض الضحايا مُطالبين بحفر قبورهم الخاصة. لقد كان ضعفهم يعني في كثير من الأحيان أنهم غير قادرين على الحفر لمسافةٍ عميقةٍ جدًا. كان الجنود الذين نفذوا عمليات الإعدام في الغالب من الشبان أو النساء من عائلات الفلاحين.

## مقاضاة على جرائم ضد الإنسانية
في عام 1997، طلبت الحكومة الكمبودية مساعدة الأمم المتحدة في إنشاء محكمة للإبادة الجماعية. استغرق الأمر تسع سنوات للموافقة على شكل وهيكل المحكمة الذي هو مزيج من القوانين الكمبودية والدولية قبل أن يؤدي القضاة اليمين في عام 2006.
```
قُدِّم قضاة التحقيق مع أسماء خمسة مشتبه بهم محتملين من قبل النيابة في 18 تموز/يوليو من عام 2007. في 19 أيلول/سبتمبر من عام 2007، اتُّهم نون تشيا وهوالرجل الثاني في قيادة الخمير الحمر وأعضائه البارزين بارتكاب جرائم حرب 
وجرائم ضد الإنسانية
.
```

واجه تشيا قضاة كمبوديين وأجانب في محكمة الإبادة الجماعية الخاصة وأُدين في 7 آب/أغسطس في عام 2014 وحُكم عليه بالسجن مدى الحياة. في 26 تموز/يوليو من عام 2010، أُدين كانغ كيك إيو (المعروف أيضاً باسم الرفيق دوتش) وهو مدير معسكر الاعتقال S-21، بارتكاب جرائم ضد الإنسانية وحُكم عليه بالسجن لمدة 35 سنة.
خُفّضت عقوبته إلى 19 عامًا حيث قضى بالفعل 11 عامًا في السجن. في 2 شباط/فبراير من عام 2012، مُدد الحكم الصادر ضده في الدوائر الاستثنائية في محاكم كمبوديا بالسجن مدى الحياة.